# WrestleMania Backlash (2021)
Der 16. WWE Backlash 2021 war eine Wrestling-Veranstaltung der WWE, die als Pay-per-View auf dem WWE Network und dem Streaming-Portal Peacock ausgestrahlt wurde. Sie fand am 16. Mai 2021 im Yuengling Center in Tampa, Florida, Vereinigte Staaten statt. Es war die 16. Austragung des Backlash seit 1999.

## Hintergrund
Im Vorfeld der Veranstaltung wurden sechs Matches angesetzt. Diese resultierten aus den Storylines, die in den Wochen vor dem Backlash bei Raw und SmackDown, den wöchentlichen Shows der WWE, gezeigt wurden.

## Ergebnisse
| Matchart                                                           |                                   |      |                                    | Zeit  |
| ------------------------------------------------------------------ | --------------------------------- | ---- | ---------------------------------- | ----- |
| Singles-Match um die WWE United States Championship Pre-Show-Match | Sheamus (C)                       | bes. | Ricochet                           | 7:43  |
| Triple-Threat-Match um die Raw Women’s Championship                | Rhea Ripley (C)                   | bes. | Charlotte Flair und Asuka          | 15:22 |
| Tag-Team-Match um die SmackDown Tag Team Championship              | Rey Mysterio und Dominik Mysterio | bes. | Dolph Ziggler und Robert Roode (C) | 17:00 |
| Lumberjack-Match                                                   | Damian Priest                     | bes. | The Miz                            | 6:50  |
| Singles-Match um die SmackDown Women’s Championship                | Bianca Belair (C)                 | bes. | Bayley                             | 16:07 |
| Triple-Threat-Match um die WWE Championship                        | Bobby Lashley (C)                 | bes. | Drew McIntyre und Braun Strowman   | 14:17 |
| Singles-Match um die WWE Universal Championship                    | Roman Reigns (C)                  | bes. | Cesaro                             | 27:30 |

| Funktion      | Name            |
| ------------- | --------------- |
| Kommentatoren | Byron Saxton    |
| Kommentatoren | Pat McAfee      |
| Kommentatoren | Samoa Joe       |
| Kommentatoren | Corey Graves    |
| Kommentatoren | Michael Cole    |
| Kommentatoren | Adnan Virk      |
| Pre-Show      | Kayla Braxton   |
| Pre-Show      | Peter Rosenberg |
| Pre-Show      | Booker T        |
| Pre-Show      | JBL             |
| Pre-Show      | Sonya Deville   |
| Ringansager   | Mike Rome       |
| Ringansager   | Greg Hamilton   |